# Cannibal Corpse
Cannibal Corpse er et amerikansk dødsmetalband dannet i Buffalo, New York i 1988. Bandet har siden da udgivet elleve studiealbums, et bokssæt og et livealbum. Selvom Cannibal Corpse godt og vel ikke har haft nogen omtale i radio eller fjernsynet har bandet alligevel formået at opbygge succes med album som Butchered at Birth og Tomb of the Mutilated. Cannibal Corpse har til dato solgt over en million album verden over med hele 558.929 i USA hvilket gør dem til et af de bedst sælgende dødsmetal-bands.   
Cannibal Corpse har haft meget indflydelse fra thrash metal-bands som Slayer og andre dødsmetalbands som Death, der har haft en afgørende rolle i deres musikstil sammen med Kreator.
Cannibal Corpse har dog også modtaget en del kritik på grund af deres gyserfilminspirerede albumcovers
og sangtekster, der omhandler blod, lemlæstelse, mord, tortur, voldtægt og  død.

## Medlemmer

### Nuværende medlemmer
- George "Corpsegrinder" Fisher – Vokal (1995-)
- Pat O'Brien – Guitar (1997-)
- Rob Barrett – Guitar (1993-1997, 2005-)
- Alex Webster – Bas (1988-)
- Paul Mazurkiewicz – Trommer (1988-)

### Tidligere medlemmer
- Chris Barnes – Vokal (1988-1995)
- Bob Rusay – Guitar (1988-1993)
- Jack Owen – Guitar (1988-2004)
- Jeremy Turner – Guitar (2004-2005)

## Diskografi

### Demoer
- Cannibal Corpse (1989)

### Studiealbum
- Eaten Back to Life (1990)
- Butchered at Birth (1991)
- Tomb of the Mutilated (1992)
- The Bleeding (1994)
- Vile (1996)
- Gallery of Suicide (1998)
- Bloodthirst (1999)
- Gore Obsessed (2002)
- The Wretched Spawn (2004)
- Kill (2006)
- Evisceration Plague  (2009)
- Torture – (2012)
- A Skeletal Domain – (2014)
- Red Before Black – (2017)
- Violence Unimagined – (2021)
- Chaos Horrific – (2023)